# نوزیماخون کایومووا
نوزیماخون کایوموا (زادهٔ ۱۷ اوت ۱۹۹۲) ورزشکاری پارالمپیکی با تابعیت ازبکستانی است که دارای مشکل کم بینایی است. این ورزشکار کم توان زن ازبکستانی در رقابتهای پارا دومیدانی در رشته پرتاب نیزه کلاس اف۱۳ شرکت می‌کند. او دارنده مدال طلای ماده اف۱۳ پرتاب نیزه زنان در بازی‌های پارالمپیک تابستانی ۲۰۱۶ در ریودوژانیرو، برزیل و همچنین پارالمپیک تابستانی ۲۰۲۰ در توکیو، ژاپن می‌باشد. او همچنین در رقابتهای جهانی پارا دومیدانی در سالهای ۲۰۱۷ و ۲۰۲۳ که به ترتیب در شهرهای لندن و پاریس برگزار شد موفق به کسب مدال نقره شد. این ورزشکار ازبکستانی در بازیهای آسیایی هانگژو چین در سال ۲۰۲۲ به مدال نقره دست یافت.

## رقابتها
کایوموا نماینده کشور ازبکستان در پانزدهمین دوره بازیهای پارالمپیک تابستانی ۲۰۱۶ که در کشور برزیل و به میزبانی شهر ریودوژانیرو برگزار شد بود. او در اولین حضور خود در این بازیها در رشته پارادومیدانی و در ماده پرتاب نیزه زنان کلاس اف۱۳ با پرتاب ۴۴٫۵۸ متر مدال طلا و مقام اول را از آن خود کرد. این پرتاب یک رکورد جدید جهانی در کلاس اف۱۳ در این مسابقات بود.
در مسابقات جهانی پارا دوومیدانی سال ۲۰۱۷ که در کشور انگلستان و به میزبانی شهر لندن برگزار شد، کایومووا در ماده پرتاب نیزه زنان کلاس اف۱۳ حائز رتبه دوم و موفق به کسب مدال نقره شد. او همچنین با پرتاب ۴۱٫۲۵ متر رکورد جدیدی در این مسابقات ثبت نمود.
کایومووا پس از کسب مدال برنز در ماده پرتاب نیزه زنان کلاس اف۱۳ در مسابقات جهانی پارا دو و میدانی ۲۰۱۹ در شهر دبی، امارات متحده عربی، موفق به کسب سهمیه پارا المپیک به نمایندگی از کشور ازبکستان در پارالمپیک تابستانی ۲۰۲۰ در توکیو، ژاپن، شد. او با درخشش در این بازیها و در دومین حضور خود در این سطح از رقابتها موفق شد مدال طلای پرتاب نیزه کلاس اف۱۳ زنان را در بازی‌های پارالمپیک تابستانی ۲۰۲۰ که در توکیو، ژاپن برگزار شد، به دست آورد.
نوزیماخون کایوموا در بازیهای پارا آسیایی سال ۲۰۲۲ که در کشور چین و شهر هانگژو برگزار شد در رشته پرتاب نیزه کلاس اف۱۳ زنان موفق شد مقام دوم و مدال نقره را کسب کند. این ورزشکار کم توان ازبکستانی با رکورد ۴۳٫۳۶ حائز این رتبه شد.
این ورزشکار زن ازبکستانی بار دیگر در سال ۲۰۲۳ در مسابقات پرتاب نیزه زنان اف۱۳ در مسابقات جهانی پارا دوومیدانی که در پاریس برگزار شد، موفق به کسب مدال نقره شد. او با رکورد ۴۰٫۷۸ متر و بعد از ورزشکار کم توان چینی ژائو یاپینک با رکورد ۴۵٫۸۲ موفق به کسب این مقام شد.
۳۴ ورزشکار ازبکستان به بازی‌های پارالمپیک تابستانی هفدهم راه یافتند. طبق گزارشات، هفدهمین دوره بازی‌های پارالمپیک تابستانی از ۲۸ آگوست تا ۸ سپتامبر ۲۰۲۴ در پاریس برگزار می‌شود. ورزشکاران از کشورهای مختلف همچنان در مسابقات مقدماتی شرکت می‌کنند. در این دوره از رقابتها در بخش پارا دومیدانی و رشته پرتاب نیزه زنان کلاس اف۱۳ خانم کایوموا از کشور ازبکستان موفق به کسب سهمیه شد. این سومین حضور کایوموا در بازایهای پاراالمپیک می‌باشد.

## دستاوردها
| سال  | رقابت        | مکان               | مدال | رکورد |
| ---- | ------------ | ------------------ | ---- | ----- |
| ۲۰۱۶ | پاراالمپیک   | ریودوژانیرو، برزیل | طلا  | ۴۴٫۵۸ |
| ۲۰۱۷ | قهرمانی جهان | لندن، انگلستان     | نقره | ۴۱٫۲۵ |
| ۲۰۱۹ | قهرمانی جهان | دبی، امارات        | برنز | ۳۸٫۸۶ |
| ۲۰۲۱ | پاراالمپیک   | توکیو، ژاپن        | طلا  | ۴۲٫۵۲ |
| ۲۰۲۳ | قهرمانی جهان | پاریس، فرانسه      | نقره | ۴۰٫۷۸ |